# Contre-la-montre par équipes de cyclisme sur route aux Jeux olympiques d'été de 1984
Navigation
Moscou 1980 Séoul 1988
Le 100 km contre-la-montre par équipes de cyclisme sur route des Jeux olympiques d'été de 1984, a lieu le 5 août 1984.
La course est disputée sur un tronçon de 25 km de la California State Route 91 (en), nommé Artesia Freeway.
Ce contre-la-montre est remporté par l'équipe d'Italie, composée de Marcello Bartalini, Marco Giovannetti, Eros Poli, Claudio Vandelli, qui effectuent le parcours en 1 h 58 min 28 s, soit à une vitesse moyenne de 50,647 km/h. Ils devancent les Suisses Alfred Achermann, Richard Trinkler, Laurent Vial et Benno Wiss, et les Américains Ron Kiefel, Clarence Knickman, Davis Phinney et Andrew Weaver.

## Résultats
| Rang                                | Cyclistes                                                                | Pays                 | Temps           |
| ----------------------------------- | ------------------------------------------------------------------------ | -------------------- | --------------- |
| Médaille d'or, Jeux olympiques      | Marcello Bartalini Marco Giovannetti Eros Poli Claudio Vandelli          | Italie               | 1 h 58 min 28 s |
| Médaille d'argent, Jeux olympiques  | Alfred Achermann Richard Trinkler Laurent Vial Benno Wiss                | Suisse               | 2 h 2 min 38 s  |
| Médaille de bronze, Jeux olympiques | Ron Kiefel Clarence Knickman Davis Phinney Andrew Weaver                 | États-Unis           | 2 h 2 min 57 s  |
| 4                                   | Jos Alberts Erik Breukink Maarten Ducrot Gert Jakobs                     | Pays-Bas             | 2 h 4 min 46 s  |
| 5                                   | Bengt Asplund Per Christiansson Magnus Knutsson Håkan Larsson            | Suède                | 2 h 5 min 7 s   |
| 6                                   | Jean-François Bernard Philippe Bouvatier Thierry Marie Denis Pelizzari   | France               | 2 h 5 min 31 s  |
| 7                                   | John Carlsen Kim Eriksen Lars Jensen Søren Lilholt                       | Danemark             | 2 h 5 min 31 s  |
| 8                                   | Steven Poulter Keith Reynolds Peter Sanders Darryl Webster               | Grande-Bretagne      | 2 h 5 min 51 s  |
| 9                                   | Bruno Bulić Primož Čerin Janez Lampič Bojan Ropret                       | Yougoslavie          | 2 h 5 min 55 s  |
| 10                                  | Dag Hopen Hans Petter Ødegård Arnstein Raunehaug Morten Sæther           | Norvège              | 2 h 7 min 5 s   |
| 11                                  | Karl Krenauer Johann Lienhart Peter Muckenhuber Helmut Wechselberger     | Autriche             | 2 h 8 min 8 s   |
| 12                                  | Hartmut Bölts Thomas Freienstein Bernd Gröne Michael Maue                | Allemagne de l'Ouest | 2 h 8 min 15 s  |
| 13                                  | Harry Hannus Kari Myyryläinen Patrick Wackström Sixten Wackström         | Finlande             | 2 h 8 min 17 s  |
| 14                                  | Pierre Harvey Alain Masson Robert Pulfer Martin Willock                  | Canada               | 2 h 9 min 44 s  |
| 15                                  | Jeff Leslie Michael Lynch Gary Trowell John Watters                      | Australie            | 2 h 10 min 20 s |
| 16                                  | Philip Cassidy Martin Earley Paul Kimmage Gary Thomson                   | Irlande              | 2 h 10 min 52 s |
| 17                                  | Raúl Alcalá Félipe Enríquez (en) Guillermo Gutiérrez Cuauthémoc Muñoz    | Mexique              | 2 h 13 min 16 s |
| 18                                  | Gilson Alvaristo (pt) Jair Braga (pt) Renan Ferraro Marcos Mazzaron (pt) | Brésil               | 2 h 15 min 37 s |
| 19                                  | Choy Yiu Chung Hung Chung Yam Law Siu On Leung Hung Tak                  | Hong Kong            | 2 h 17 min 24 s |
| 20                                  | Jo Geon-haeng Jang Yun-ho Kim Cheol-seok Lee Jin-ok                      | Corée du Sud         | 2 h 17 min 25 s |
| 21                                  | Han Shuxiang Liu Fu Wang Wanqiang Zeng Bo                                | Chine                | 2 h 17 min 34 s |
| 22                                  | David Dibben Alfred Ebanks Craig Merren Aldyn Wint                       | Îles Caïmans         | 2 h 22 min 49 s |
| 23                                  | Alain Ayissi Lucas Feutsa Joseph Kono Dieudonné Ntep                     | Cameroun             | 2 h 25 min 26 s |
| 24                                  | Hassan Al-Absi Ahmed Al-Saleh Mohammed Al-Shanqiti Rajab Moqbil          | Arabie saoudite      | 2 h 28 min 28 s |
| 25                                  | Joslyn Chavarria Warren Coye Kurt Cutkelvin Merlyn Dawson                | Belize               | 2 h 36 min 55 s |
| 26                                  | Dyton Chimwaza Daniel Kaswanga George Nayeja Amadu Yusufu                | Malawi               | 2 h 37 min 32 s |

## Sources
- (en) Cet article est partiellement ou en totalité issu de l’article de Wikipédia en anglais intitulé « Cycling at the 1984 Summer Olympics – Men's team time trial » (voir la liste des auteurs).

1. ↑  « Official Report of the Games of the XXIIIrd Olympiad - Los Angeles, 1984 - Volume 1 -Organization and Planning » [PDF], p. 113-114
2. ↑  « Official Report of the Games of the XXIIIrd Olympiad - Los Angeles, 1984 - Volume 2 » [PDF], p. 379-380